# Helicophagus waandersii
Helicophagus waandersii es una especie de peces de la familia Pangasiidae en el orden de los Siluriformes.

## Morfología
• Los machos pueden llegar alcanzar los 70 cm de longitud total.

## Hábitat
Es un pez de agua dulce. y de clima tropical.

## Distribución geográfica
Se encuentran en Asia:  cuencas de los ríos Mekong y Chao Phraya, y, también, en Sumatra (Indonesia).

## Uso Comercial
Se comercializa fresco.